# Amor en la ciudad
Amor en la ciudad  (hangul, 도시남녀의 사랑법; hanja, 都市男女의 사랑法; RR, Dosinamnyeoui sarangbeop, literalmente «Cómo se aman hombres y mujeres en la ciudad»; título internacional, Lovestruck in the City) es una serie coreana emitida entre 2020 y 2021, dirigida por Park Shin-woo y protagonizada por Ji Chang-wook y Kim Ji-won. La serie describe las historias de amor reales de personas jóvenes que viven fieramente en una ciudad difícil. Es la primera entrega en una serie múltiple titulada City Couple’s Way of Love, se empezó a emitir en KakaoTV el 22 de diciembre de 2020, los martes y viernes a las 17:00 horas (KST). Está disponible en todo el mundo a través de la plataforma Netflix.

## Sinopsis
La serie explora la vida amorosa de los seis personajes principales alternando escenas de ficción con otras en las que la cámara los sigue simulando un reportaje o una entrevista.
Park Jae-won, arquitecto de 32 años, tiene una personalidad apasionada y sincera. No es capaz de olvidar a una mujer que conoció un año antes en la playa de Yangyang, y que desapareció sin dejar rastro. Ella es Lee Eun-oh, vendedora de 29 años, que vive una vida normal pero tiene un alter ego llamado Yoon Sun-ah y es precisamente con esta falsa identidad como se dio a conocer a Jae-won.
Choi Kyung-joon, de 29 años, es también arquitecto y primo de Jae-won. Seo Rin-yi es su novia desde hace unos años. Kang Geon, un novelista de 29 años, se enamora fácilmente de todas las mujeres con las que tiene una cita.  Oh Sun-young, de 30 años, es profesora de educación física en un instituto de enseñanza media, y afronta las relaciones amorosas de modo directo y sin reservas.

## Reparto

### Principal
- Ji Chang-wook como Park Jae-won, arquitecto de 32 años.[9]
- Kim Ji-won como Lee Eun-oh / Yoon Sun-ah, 29 años, mercadóloga.
- Kim Min-seok como Choi Kyung-joon, arquitecto de 29 años que trabaja en la compañía creada por su padre y su tío, novio de Rin-yi[10]
- So Joo-yeon como Seo Rin-yi, de 29 años, tiene muchos trabajos temporales pero ninguno seguro, novia de Kyung-joon. Es un personaje realista que vive día a día y tiene su sólido mundo propio.[11]
- Ryu Kyung-soo como Kang Geon, novelista de 29 años, no ha tenido una cita en los últimos dos años.
- Han Ji-eun como Oh Sun-young, 30 años, profesora de educación física en un instituto, adicta a las citas por admisión propia.[12]

### Secundarios
- Choi Min-ho como Oh Dong-shik, agente de policía[13]
- Lee Seok-hyung como Kang Byung-joon, agente de policía.

### Participaciones especiales
- Lee Sang-yoon como Ko Kyung-koo.
- Lee Sang-woo como Bin, dueño de 'Bin-Bin Surfing' (ep.1, 3, 4, 12)
- Park Jin-joo como Ra-ra, dueña de Ramen de Ra-ra, un establecimiento de ramen en la playa (ep.1, 3, 4, 12)[14]
- Jung Ji-hyun como cliente en Ramen de Ra-ra.
- Min Sang-woo como cliente en Ramen de Ra-ra.
- Son Jong-hak como el CEO Park, padre de Park Jae-won y tío de Choi Kyung-joon.
- Hwang Hee como Cha Chi-hoon (ep.17).

## Producción

### Desarrollo
La serie estaba planeada originalmente para 16 episodios, pero se extendió a 17 para mostrar la historia amorosa del agente de policía Oh Dong-sik, interpretado por Choi Min-ho.

### Audiciones
En julio de 2020, Kim Ji-won y Ji Chang-wook fueron seleccionados para la serie. y fueron confirmados como protagonistas en septiembre de 2020. Ese mismo mes Kim Min-seok y Son Joo-yeon fueron asimismo confirmados para sus papeles. La lectura del guion se realizó también en septiembre de 2020.

### Rodaje
El 12 de noviembre se publicaron las primeras fotos del rodaje de la serie. Otras fotografías de los escenarios de la serie se publicaron el 19 de noviembre, junto con el anuncio de la fecha de emisión. El 24 de noviembre de 2020 tuvo que pararse el rodaje cuando uno de los asistentes de los actores resultó positivo al COVID-19. El 26 de noviembre se confirmó que Kim Ji-won había rersultado negativa al COVID-19. El 4 de diciembre el equipo de producción publicó los carteles de los personajes, y señaló que con esta serie iban a «proporcionar una variedad una variedad de diversión al armonizar las historias de personajes individuales fuertes.»

## Promoción y estreno
Ji Chang-wook, Kim Min-seok y Ryu Kyung-soo, los tres protagonistas masculinos, aparecieron en el 260.º episodio del programa televisivo Knowing Bros, retransmitido el 19 de diciembre de 2020, para promocionar la serie.
El 2 de diciembre se anunció oficialmente que a consecuencia de la epidemia de COVID-19, y para salvaguardar la seguridad del personal, el primer episodio de la serie, cuya emisión estaba programada para el 8 de diciembre, se aplazaría al 22 del mismo mes.

## Banda sonora original
| Released on 2021 de enero del 1 |                            |        |          |  |
| N.º                             | Título                     | Artist | Duración |  |
| 1.                              | «One In A Million»         | Suran  | 3:35     |  |
| 2.                              | «One In A Million» (Inst.) |        | 3:35     |  |

| Released on 2021 de enero del 8 |                                 |           |          |  |
| N.º                             | Título                          | Artist    | Duración |  |
| 1.                              | «For Some Reason» (어쩐지 오늘) | John Park | 3:37     |  |
| 2.                              | «For Some Reason» (Inst.)       |           | 3:37     |  |

| Released on 2021 de enero del 16 |                         |             |          |  |
| N.º                              | Título                  | Artist      | Duración |  |
| 1.                               | «Love And Pain»         | Lee Su-hyun | 4:24     |  |
| 2.                               | «Love And Pain» (Inst.) |             | 4:24     |  |

| Released on 2021 de enero del 22 |                                    |            |          |  |
| N.º                              | Título                             | Artist     | Duración |  |
| 1.                               | «Let Me Love You» (이런 난 어떠니) | Yurisangja | 3:50     |  |
| 2.                               | «Let Me Love You» (Inst.)          |            | 3:50     |  |

| Released on 2021 de enero del 23 |               |        |          |  |
| N.º                              | Título        | Artist | Duración |  |
| 1.                               | «You» (니가)  | K.Will | 4:23     |  |
| 2.                               | «You» (Inst.) |        | 4:23     |  |

| Released on 2021 de enero del 29 |                      |                       |          |  |
| N.º                              | Título               | Artist                | Duración |  |
| 1.                               | «The Reason» (이유)  | Seungkwan (Seventeen) | 4:00     |  |
| 2.                               | «The Reason» (Inst.) |                       | 4:00     |  |

| Released on 2021 de enero del 30 |                                        |                       |          |  |
| N.º                              | Título                                 | Artist                | Duración |  |
| 1.                               | «Days to Remember»                     | Janet Suhh (Janetter) | 2:43     |  |
| 2.                               | «Where Do I Go? (Feat. Kim Kyung-hee)» | Janet Suhh (Janetter) | 3:22     |  |
| 3.                               | «So I Sing»                            | Janet Suhh (Janetter) | 3:09     |  |
| 4.                               | «Days to Remember» (Inst.)             |                       | 2:43     |  |
| 5.                               | «Where Do I Go?» (Inst.)               |                       | 3:22     |  |
| 6.                               | «So I Sing» (Inst.)                    |                       | 3:09     |  |

| Released on 2021 de febrero del 6 |                                         |            |          |  |
| N.º                               | Título                                  | Artist     | Duración |  |
| 1.                                | «Kiss me Kiss me» (Chorus by Kiwon Kim) | Issac Hong | 3:52     |  |
| 2.                                | «Kiss me Kiss me»                       |            | 3:52     |  |

| Released on 2021 de febrero del 12 |          |        |          |  |
| N.º                                | Título   | Artist | Duración |  |
| 1.                                 | «Thorn»  | Choa   | 4:25     |  |
| 2.                                 | «Thorns» |        | 4:25     |  |

| Released on 2021 de febrero del 13 |                  |               |          |  |
| N.º                                | Título           | Artist        | Duración |  |
| 1.                                 | «Hello My Beach» | Rolling Stars | 2:40     |  |
| 2.                                 | «All Day»        | Kim Kyung Hee | 2:34     |  |

| Released on 2021 de febrero del 15 |                 |          |          |  |
| N.º                                | Título          | Artist   | Duración |  |
| 1.                                 | «Lover»         | Marychou | 3:28     |  |
| 2.                                 | «Lover» (Inst.) |          | 3:28     |  |

| Released on 2021 de febrero del 19 |                    |        |          |  |
| N.º                                | Título             | Artist | Duración |  |
| 1.                                 | «One span»         | Motte  | 3:33     |  |
| 2.                                 | «One span» (Inst.) |        | 3:33     |  |

| Released on 2021 de febrero del 20 |                           |                |          |  |
| N.º                                | Título                    | Artist         | Duración |  |
| 1.                                 | «Did You have to»         | CHIMMI (hobby) | 3:13     |  |
| 2.                                 | «Did You have to» (Inst.) |                | 3:13     |  |

## Recepción
Joel Keller, de Decider, opinó que los seis caracteres están bien diferenciados con objeto de que el espectador sepa bien dónde se encuentra cada uno a medida que avanza la historia. Pero de los seis la única que destaca, aparte de los dos principales, es la profesora de gimnasia Sun-young, mientras que los otros tres son más esquemáticos. Concluyendo su recensión, escribe que "Amor en la ciudad es una comedia romántica ligera, que puede ser un buen modo de acercarse al mundo del K-drama, porque los caracteres resultan muy familiares a los espectadores acostumbrados a las comedias de situación norteamericanas y británicas."